# Estigmene williami
Estigmene williami är en fjärilsart som beskrevs av Rothschild 1910. Estigmene williami ingår i släktet Estigmene och familjen björnspinnare. Inga underarter finns listade i Catalogue of Life.